# Вірш прозою
 Поезія у прозі — короткий ліричний твір настроєвого характеру, наближений за формою тексту до прози і водночас за мелодикою, підвищеною емоційністю та ліричним сюжетом, навіть з фрагментами спорадичного римування — до поезії. Будучи помежовим жанром, вірш у прозі, на відміну від власне вірша, спирається на чергування довгих та коротких відтинків ритмізованого тексту, тяжіє до фонетичної упорядкованості та регулятивності мовлення, до «етюдності» чи філософської медитації тощо.

## Історія
1787 року французький поет Еваріст де Парні опублікував збірку «Мальгашські пісні» (Chansons madécasses), в якій подав кілька народних пісень з Мадагаскару в своєму перекладі. Сьогодні ці переклади розглядають як перші в історії літератури вірші в прозі.
Перші оригінальні вірші прозою створив французький поет Алоїзіус Бертран (збірка «Нічний Гаспар», посм. вид. 1842). Згодом цей жанр, починаючи від Шарля Бодлера («Паризький сплін або Малі поезії у прозі», 1869) й Артюра Рембо («Сезон у пеклі» (1873) та «Осяяння» (1872—1873, опубл. у 1886)) привертав увагу багатьох письменників, передовсім модерністів, спрямованих на пошуки трансцендентної сутності буття. Великий вплив на сюрреалістів мала збірка віршів у прозі «Пісні Мальдорора» Лотреамона, опублікована 1869 року.
Жанр віршів у прозі мав поширення також серед українських письменників на початку XX ст. (Михайло Коцюбинський, Василь Стефаник, Марко Черемшина, Гнат Хоткевич, Яцків Михайло, Іван Липа, О. Плющ, Дніпрова Чайка, Ольга Кобилянська, Гнат Михайличенко та інші), з'явилися «акварелі», «етюди», «шкіци» тощо, які збагатили літературу новими формами.
Зверталися до цього жанру і пізніше (Ірина Вільде, Степан Гостиняк, Євген Гуцало , поети  Нью-йоркської групи ,  Київської школи  та ін.).